# Fabien Canu
Fabien Canu (ur. 23 kwietnia 1960) – francuski judoka. Dwukrotny olimpijczyk. Zajął piąte miejsce w Los Angeles 1984 i Seulu 1988. Walczył w wadze średniej.
Złoty medalista mistrzostw świata w 1987 i 1989, srebrny w 1983 i brązowy w 1985. Startował w Pucharze Świata w latach 1989-1992. Zdobył trzynaście medali na mistrzostwach Europy w latach 1982 - 1991, w tym osiem w zawodach drużynowych. Wygrał igrzyska śródziemnomorskie w 1983 i 1987. Triumfator akademickich MŚ w 1982 i trzeci w 1980. Drugi na wojskowych MŚ w 1982 roku.

## Letnie Igrzyska Olimpijskie 1984
| Konkurencja | Eliminacje            | Eliminacje           | Eliminacje            | Finały                     | Finały             | Klas. końcowa |
| Konkurencja | Przeciwnik I          | Przeciwnik II        | 1/4                   | 1/2                        | o 3. miejsce       | Miejsce       |
| ----------- | --------------------- | -------------------- | --------------------- | -------------------------- | ------------------ | ------------- |
| 86 kg       | Clément Nzali (CMR) Z | Marc Meiling (FRG) Z | Park Kyung-ho (KOR) Z | Peter Seisenbacher (AUT) P | Seiki Nose (JPN) P | 5.            |

## Letnie Igrzyska Olimpijskie 1988
| Konkurencja | Eliminacje               | Eliminacje             | Eliminacje                 | Repasaże              | Finały                | Klas. końcowa |
| Konkurencja | Przeciwnik I             | Przeciwnik II          | 1/4                        | Repasaż               | o 3. miejsce          | Miejsce       |
| ----------- | ------------------------ | ---------------------- | -------------------------- | --------------------- | --------------------- | ------------- |
| 86 kg       | Yousuf Al-Hammad (KUW) Z | Rijad Szajbani (ALG) Z | Peter Seisenbacher (AUT) P | Kim Seung-gyu (KOR) Z | Akinobu Osako (JPN) P | 5.            |